# 滇南杜英
滇南杜英（学名：Elaeocarpus austroyunnanensis）为杜英科杜英属下的一个种。其种加词“austroyunnanensis”意为“滇南的”。